# León Ferrari

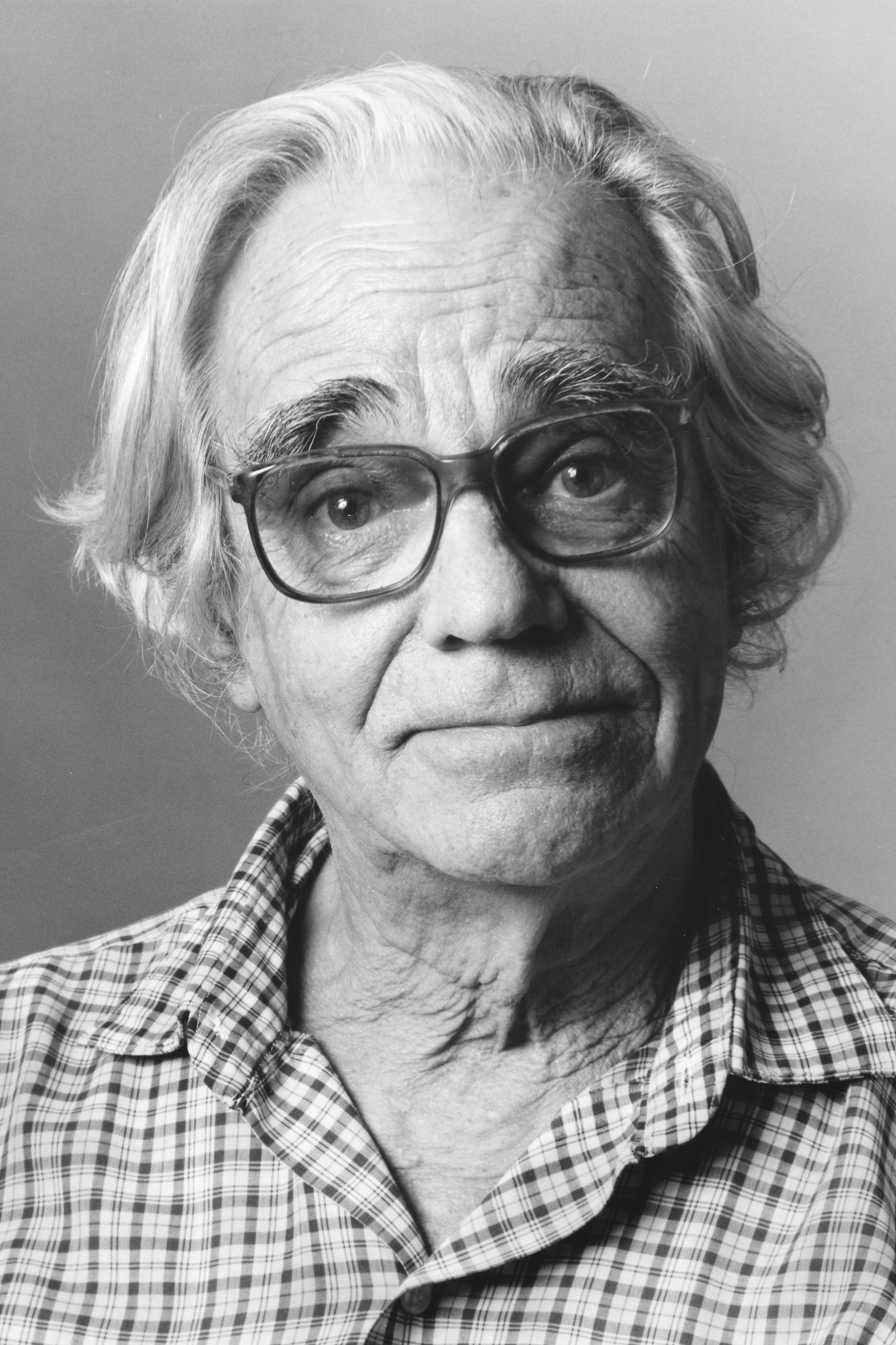
León Ferrari

León Ferrari (* 3. September 1920 in Buenos Aires; † 25. Juli 2013 ebenda) war ein argentinischer Künstler, der im Bereich von Konzeptkunst, Collage, Malerei und Skulptur arbeitete.

## Leben
Ferrari wurde 1920 als Sohn einer italienischen Einwandererfamilie in Buenos Aires geboren und wuchs dort auf. Im Alter von 34 Jahren begann er sich mit keramischer Kunst zu beschäftigen. Bald arbeitete er auch mit anderen Materialien, u. a. Holz und Gips. 1961 fertigte er seine erste abstrakte Zeichnung an: Ininteligible, die Teil einer Serie wurde, die sich bis heute fortsetzt.
León Ferrari wurde mit Arbeiten bekannt, die Elemente der Collage, Kopierkunst und Skulptur (Holz, Gips und Keramik) verbindet. Dabei verwendete der Künstler oft Text, meist Zeitungsausschnitte oder auch Gedichte. Die Themen seiner Kunst finden sich in der Überschneidung von Politik und Religion. Sein bekanntestes Kunstwerk La civilización occidental y cristiana („Die abendländische, christliche Zivilisation“) zeigt eine Holzfigur des gekreuzigten Christus, wobei ein US-amerikanisches Bombenflugzeug das Kreuz bildet. Die Arbeit entstand 1965 im Zusammenhang mit dem Protest gegen den Vietnamkrieg und wurde u. a. 2007 auf der Biennale di Venezia zusammen mit neueren Zeichnungen und Collagen gezeigt.
Ferrari starb im Alter von 92 Jahren in seiner Geburtsstadt Buenos Aires und fand auf dem Friedhof La Recoleta seine letzte Ruhestätte.

## Ausstellungen

### Einzelausstellungen (Auswahl)
- 1955: Galerie Cairola, Mailand (Keramik).
- 1960: Esculturas. Galatea, Buenos Aires.
- 1978: Pinacoteca do Estado, São Paulo.
- 1980: A Arte de León Ferrari. Museo de Arte Moderno, São Paulo.
- 1982: Planos, heliografías y fotocopias. Museo Carrillo Gil (D.F.), Mexiko.
- 1983: Casa de las Américas, La Habana.
- 1987: Heretic Chapel. Franklin Furnace, New York.
- 2004: Retrospectiva León Ferrari. Centro Cultural Recoleta, Argentinien.
- 2006: Retrospectiva León Ferrari. Pinacoteca do Estado, São Paulo.
- 2006: Revisiting Tautology. PanAmerican Art Projects, Miami.

### Teilnahme an Gruppenausstellungen (Auswahl)
- 1955: Triennale, Mailand.
- 1963: Lateinamerikanische Kunst, Museum für Moderne Kunst, Paris.
- 1963: Schrift und Bild, Stedelijk Museum, Amsterdam und Kunsthalle Baden-Baden.
- 1964: Buenos Aires 64. MoMA, New York.
- 1981: Internationale Mail Art Ausstellung, Palazzo Bruno, Ispica, Italien.
- 1984: 1. Biennale von Havanna. Havanna
- 1996: Las Abuelas y los Artistas. Centro Recoleta, Buenos Aires.
- 1999: Global Conceptualism: Point of Origin, 1950s-1980s. Queens Museum of Art, Queens, New York City.
- 2003: Bienal do Mercosul, Porto Alegre.
- 2004: Ex Argentina. Museum Ludwig, Köln.
- 2007: 52. Internationale Kunstbiennale in Venedig
- 2007: documenta 12, Kassel.
- 2010: Realidad y Utopía. Argentiniens künstlerischer Weg in die Gegenwart, Akademie der Künste, Berlin.[2]

## Auszeichnungen
- 1995: Fellow der John Simon Guggenheim Memorial Foundation[3]
- 1997: Medaille der Organisation Abuelas de Plaza de Mayo, Buenos Aires, welche Ferrari durch Kunstwerke und Teilnahme an öffentlichen Aktionen unterstützt hatte.[4]
- 2007: Premio Cultura Nacion, der staatliche Kunstpreis Argentiniens[5]
- 2007: Goldener Löwe für den besten Künstler der zentralen Gruppenausstellung[6] der 52. Kunstbiennale in Venedig